# Nationale Vergadering (Tanzania)
De Nationale Vergadering (Engels: National Assembly, Swahili: Bunge la Tanzania) is het eenkamerparlement van de Verenigde Republiek Tanzania. Samen met de president van Tanzania vormt de Nationale Vergadering de wetgevende macht van het land. Van de 393 leden worden er 263 rechtstreeks gekozen via het districtenstelsel (meerderheidsstelsel). Daarnaast zijn er 113 zetels bestemd voor vrouwen die op basis van evenredige vertegenwoordiging worden gekozen. De president van het land benoemt ook nog eens 10 leden (5 mannen, 5 vrouwen). Het eiland Zanzibar, dat een zekere mate van zelfbestuur kent, kiest 5 leden (waarvan ten minste 2 vrouwen). De landsadvocaat heeft ex officio zitting in het parlement.
Verkiezingen vinden om de vijf jaar plaats.

## Geschiedenis
De directe voorloper van de Nationale Vergadering is de Wetgevende Raad (Legislative Council) van het Britse mandaatgebied Tanganyika die in 1926 werd ingesteld en werd voorgezeten door de gouverneur van Tanganyika. Het zetelaantal bedroeg aanvankelijk twintig, maar werd geleidelijk aan uitgebreid. Vanaf de jaren vijftig werd een deel van de Wetgevende Raad gekozen, maar pas in 1958 werden de eerste zwarte Afrikanen in de Wetgevende Raad gekozen. Deze verkozenen behoorden tot de Tanganyika African National Union (TANU) van Julius Nyerere. In 1960 werd de naam gewijzigd in Wetgevende Vergadering (Legislative Assembly), maar na de onafhankelijkheid in 1961 werd de huidige naam aangenomen. In 1961 werd het land onafhankelijk en in 1962 kreeg het land een eenpartijstelsel met de TANU als enige partij. In 1977 fuseerde de TANU met de Afro-Shirazi Partij (ASP) van Zanzibar tot de Chama Cha Mapinduzi (Partij van de Revolutie). Tot de afschaffing van het eenpartijstelsel in 1992 konden alleen leden van de CCM in de Nationale Vergadering worden gekozen. Na de introductie van het meerpartijenstelsel hebben ook andere partijen zitting in het parlement, maar de CCM is altijd de grootste partij gebleven. De CCM maakte wel een ideologische transformatie door en schoof op naar het politieke midden.
Bij de verkiezingen van 2015 behaalde de CCM 287 zetels. De oppositie wordt gevormd door Chadema, een centrumrechtse partij die voorstander is van een sociale markteconomie en de Alliance for Change and Transparency, een partij links van het midden die staat in de traditie van het democratisch socialisme.
Job Ndugai (CCM) is voorzitter van de Nationale Vergadering.

### 2015

Zetelverdeling na de verkiezingen van 2015

## Zetelverdeling

### 2020
| Partij                                                   | Partij                                                   | %                                                        | zetels |
| -------------------------------------------------------- | -------------------------------------------------------- | -------------------------------------------------------- | ------ |
|                                                          | Chama Cha Mapinduzi                                      |                                                          | 350    |
|                                                          | CHADEMA                                                  |                                                          | 20     |
|                                                          | Civic United Front                                       |                                                          | 3      |
|                                                          | Alliance for Change and Transparency                     |                                                          | 4      |
|                                                          | NCCR–Mageuzi                                             |                                                          | 0      |
| Benoemd door de president                                | Benoemd door de president                                | Benoemd door de president                                | 10     |
| Indirect gekozen door Huis van Afgevaardigden (Zanzibar) | Indirect gekozen door Huis van Afgevaardigden (Zanzibar) | Indirect gekozen door Huis van Afgevaardigden (Zanzibar) | 5      |
| Procureur-Generaal (ambtshalve)                          | Procureur-Generaal (ambtshalve)                          | Procureur-Generaal (ambtshalve)                          | 1      |
| Totaal                                                   | Totaal                                                   |                                                          | 393    |
|                                                          |                                                          |                                                          |        |
| Aantal vrouwelijke parlementariërs                       | Aantal vrouwelijke parlementariërs                       | Aantal vrouwelijke parlementariërs                       | 143    |
|                                                          |                                                          |                                                          |        |
| Geregistreerde kiezers/ opkomst                          | Geregistreerde kiezers/ opkomst                          | 50,72                                                    |        |
| Bron: IPU                                                |                                                          |                                                          |        |

## Overzicht verkiezingen
- Tanzaniaanse parlementsverkiezingen (1965)
- Tanzaniaanse parlementsverkiezingen (1970)
- Tanzaniaanse parlementsverkiezingen (1975)
- Tanzaniaanse parlementsverkiezingen (1980)
- Tanzaniaanse parlementsverkiezingen (1985)
- Tanzaniaanse parlementsverkiezingen (1990)
- Tanzaniaanse parlementsverkiezingen (1995)
- Tanzaniaanse parlementsverkiezingen (2000)
- Tanzaniaanse parlementsverkiezingen (2010)
- Tanzaniaanse parlementsverkiezingen (2015)
- Tanzaniaanse parlementsverkiezingen (2020)